# Bundesstraße 64
Pour les articles homonymes, voir B64 et Route 64.
La Bundesstraße 64 (abrégé en B 64) est une Bundesstraße reliant Telgte à Seesen.

## Localités traversées
- Telgte
- Warendorf
- Rheda-Wiedenbrück
- Rietberg
- Paderborn
- Godelheim (de)
- Höxter
- Stahle (de)
- Holzminden
- Eschershausen
- Bad Gandersheim
- Seesen